# Miroir (genre littéraire)
Pour les articles homonymes, voir Miroir (homonymie).
Le miroir est un genre littéraire né au Moyen Âge, désignant des ouvrages destinés à conseiller son lecteur sur des questions morales.
Les premiers exemples du genre remontent au IXe siècle, comme la Via regia de Smaragde de Saint-Mihiel, adressée à Louis le Pieux entre 812 et 815 ; le De institutione regia de Jonas d'Orléans, adressé à Pépin en 834 ; et le Liber de rectoribus christianis de Sedulius Scotus, à l'intention de Lothaire II, composé entre 855 et 859. À noter aussi le Libellus Manualis de Dhuoda, écrit pour son fils Guillaume entre 841 et 853, véritable manuel de l'élève studieux.
D'autres recueils de préceptes moraux suivent, comme le Miroir des pécheurs (Speculum peccatoris) de la fin du Xe siècle. Le terme de « miroir » qui va dominer est utilisé à partir du XIIIe siècle, par exemple dans le Miroir des bonnes femmes, d'auteur inconnu, et le Miroir des dames (Speculum dominarum) de Durand de Champagne.

## Les miroirs des princes
Ce genre trouve notamment beaucoup de succès auprès des princes. Après Louis le Pieux et Lothaire II, c'est le cas de Charles le Chauve (De regis persona et regis ministerio d'Hincmar de Reims) et de son successeur Louis le Bègue (De ordine palatii, également d'Hincmar). Plus tard, Jean de Salisbury s'y essaie dans son Policraticus ; Étienne de Fougères rédige un Livre de manieres pour le roi ; Hélinand de Froimont adresse un De bono regimine principis à Philippe Auguste ; Giraud de Barri compose un De principis eruditione. Saint Louis se voit dédier La Somme le roi de son confesseur frère Laurent, Vincent de Beauvais rédige un De filiorum nobilium institutione sur le thème de l'instruction, et Jean de Limoges un Morale somnium Pharaonis, miroir par lettres.
Parmi les autres œuvres de cette veine, citons encore le Speculum regnum de Godefroi de Viterbe (vers 1185) sur les papes et les rois, le Miroir des fous de Nigel de Longchamps (Speculum stultorum, vers 1180) et le Speculum Maius (vers 1250) de Vincent de Beauvais, la plus grande Encyclopédie médiévale.

## Littérature germanique
Les premiers miroirs en langue allemande furent d'abord des recueils de lois, qui sont aussi les plus vieux écrits en prose dans les langues vernaculaires d'Europe centrale : le Miroir des Saxons, recueil de droit coutumier du domaine saxon composé vers 1230 par Eike von Repgow, le Miroir des Allemands composé en vieux haut-allemand vers 1275 et le Miroir des laïcs d’Ulrich Tengler (Laienspiegel, 1509). Quant au Miroir des Souabes composé dès le XIIIe siècle, son titre ne remonte qu'au XVIIe siècle. On rattache en outre généralement au genre médiéval du miroir les ouvrages de littérature pieuse en latin, comme le Miroir du pécheur (Spiegel des Sünders), et le Spiegelbuch (XVe siècle), les miroirs des princes et les ouvrages consacrés à la hiérarchie des Ordres comme le Ritter-Spiegel de Johannes Rothe (vers 1410). On trouve aussi dans ce genre des livres de médecine (Spygel der gesuntheit ou « Miroir de la Santé », Der frawn spiegel ou « Miroir des Femmes »,  tous deux du XIVe siècle) et des recueils de fables tels le Miroir de la Sagesse (Spygel der Wyßheit, 1520). Au XVIe siècle, le genre s'enrichit de pièces de théâtre : le premier exemple de ce genre est le Speculum vitæ humanæ de l'archiduc Ferdinand II de Tyrol (1534).